# Supergirl (6.ª temporada)
A sexta e última temporada da série de televisão estadunidense Supergirl, que é baseada na personagem da DC Comics, Supergirl / Kara Zor-El, estreou na The CW em 30 de março de 2021. É ambientado no Universo Arrow, compartilhando continuidade com as outras séries de televisão do Universo Arrow. A temporada é produzida pela Berlanti Productions, Warner Bros. Television e DC Entertainment, com Jessica Queller e Robert Rovner atuando como showrunners.
A temporada foi encomendada em janeiro de 2020. Melissa Benoist estrela como Kara, com os principais membros do elenco Chyler Leigh, Katie McGrath, Jesse Rath, Nicole Maines, Julie Gonzalo, Staz Nair e David Harewood também retornando das temporadas anteriores.

## Elenco e personagens

### Principal
- Melissa Benoist como Kara Zor-El / Kara Danvers / Supergirl
- Chyler Leigh como Alex Danvers
- Katie McGrath como Lena Luthor
- Jesse Rath como Querl Dox / Brainiac 5
- Nicole Maines como Nia Nal / Sonhadora
- Julie Gonzalo como Andrea Rojas
- Staz Nair como William Dey
- David Harewood como J'onn J'onzz / Caçador de Marte

### Convidados notáveis
- Jon Cryer como Lex Luthor[1]

## Produção

### Desenvolvimento
Em janeiro de 2020, The CW renovou a série para uma sexta temporada. Jessica Queller e Robert Rovner retornam como os showrunners. Em setembro de 2020, foi anunciado que seria a temporada final, com uma ordem de 20 episódios. Nellie Andreeva, do Deadline Hollywood, afirmou que os atrasos na produção da temporada, bem como a queda nas avaliações da série, informaram a decisão de encerrar a série com uma temporada final estendida.

### Escolha do elenco
Os membros do elenco principal Melissa Benoist, Chyler Leigh, Katie McGrath, Jesse Rath, Nicole Maines, Julie Gonzalo, Staz Nair e David Harewood retornarão como Kara Danvers / Supergirl, James Olsen, Alex Danvers, Lena Luthor, Querl Dox / Brainiac 5 , Nia Nal / Sonhadora, Andrea Rojas, William Dey e J'onn J'onzz

### Filmagens
As filmagens foram inicialmente agendadas para começar depois que Benoist retornasse da licença maternidade, mas mais tarde foi remarcado para começar em 28 de setembro de 2020. No entanto, em 29 de setembro, as filmagens foram adiadas temporariamente, devido a atrasos no recebimento dos resultados do teste de COVID-19 para o elenco e a equipe. As primeiras filmagens da temporada serão sobre a ausência de Benoist até que ela volte. As filmagens devem terminar em 5 de abril de 2021.

## Marketing
No início de agosto de 2020, The CW lançou vários pôsteres dos super-heróis do Universo Arrow usando máscaras faciais, incluindo a Supergirl, com todos os pôsteres com a legenda "Heróis de Verdade Usam Máscara". Essa tática de marketing foi usada para "aumentar a consciência pública sobre a eficácia da utilização de máscaras na prevenção da disseminação de COVID-19".

## Exibição
A sexta temporada estreou em meados de 2021, e durará 20 episódios.